# 欧洲青年化学家联谊会
欧洲青年化学家联谊会（EYCN）是欧洲化学协会（EuChemS）的年轻部门，旨在促进欧洲各协会中的年轻人（35岁以下）对化学的兴趣。

## 历史
欧洲青年化学家联谊会（EYCN）成立于2006年。在欧洲化学协会（EuChemS）内部成立欧洲青年化学家联谊会（EYCN）的想法，形成于在欧洲进行的几次青年科学家会议上。2006年8月31日，在布达佩斯（匈牙利）举行的第一届欧洲化学大会（ECC）上，一篇名为“EYCN的宗旨、任务和目标”的文章进入到了人们的视野。
2007年3月，Jens Breffke（德国）和Csaba Janaky（匈牙利）邀请所有欧洲国家派遣他们的年轻代表到柏林，以制定EYCN的规则。随后，EuChemS的执行委员会确认了这些规则。同时，EYCN向欧洲化学协会（EuChemS）框架内的所有青年化学家伸出援手，以便大家相互交换知识、经验和想法。

## 组织
欧洲青年化学家联谊会（EYCN）有五个分组（会员组，外联组，全球联络组，科学组和通讯组)，每个组由组长负责，并且有特定的职责。作为EuChemS中的一个最有活力的分部，EYCN的主旨在于支持和引导学生，职业初期的研究者和学者，通过奖项（如最佳墙报和最佳报告奖，欧洲青年化学家奖 - EYCA), 交换项目（如国会奖学金，跨境青年化学家 – YCCB项目)，和教育活动（如科学会议，职业日，软技能研讨会)，以达到帮助青年化学家们的目的。
可以慎重地说，EYCN成功地联络了其他欧洲及更远的青年化学家联谊会们。EYCN与美国化学协会-青年化学家委员会（ACS-YCC）建立了成果颇丰的合作。现在，EYCN也正与国际青年化学家联谊会展开积极地合作。
除了EuChemS的经济支持以外，EVONIK Industries也对EYCN进行了多年的支持。

## 成员
EYCN包括了24个欧洲的化学协会和1个附属成员（美国化学协会）。成员协会包括：
- 奥地利：奥地利化学学会
- 比利时：皇家佛兰芒化学学会
- 塞浦路斯：Pancyprian化学家联盟
- 捷克共和国：捷克化学学会
- 丹麦：丹麦化学学会
- 芬兰：芬兰化学学会
- 法国：法国化学学会
- 德国：德国化学学会
- 希腊：希腊化学家协会
- 匈牙利：匈牙利化学学会
- 爱尔兰：爱尔兰化学研究所
- 意大利：意大利化学学会
- 马其顿：马其顿化学家和技术学家协会
- 荷兰：荷兰皇家化学学会
- 挪威：挪威化学学会
- 波兰：波兰化学学会
- 葡萄牙：葡萄牙化学学会
- 罗马尼亚：罗马尼亚化学学会
- 俄罗斯：门捷列夫俄罗斯化学学会
- 塞尔维亚：塞尔维亚化学学会
- 斯洛伐克：斯洛伐克化学会
- 斯洛文尼亚：斯洛文尼亚化学学会
- 西班牙：西班牙皇家化学学会，西班牙分析化学学会（SEQA）
- 瑞典：瑞典化学学会
- 瑞士：瑞士化学学会
- 土耳其：土耳其化学学会
- 英国：皇家化学学会

## 文献
1. ↑  . ChemistryViews. 2012-10-18. （原始内容存档于2018-12-05）.
2. ↑  Bruno Pignataro. . Chemistry: A European Journal. 2018, 24: 17164-17169  [2019-05-19]. （原始内容存档于2020-06-08）.
3. ↑  . ChemistryViews. 2015-08-04. （原始内容存档于2019-04-03）.
4. ↑  . ChemistryViews. 2015-09-01. （原始内容存档于2019-04-03）.
5. ↑  . ChemistryViews. 2015-05-23. （原始内容存档于2018-12-05）.